# Miodrag Kostić
Miodrag Kostić (srbsko: Миодраг Костић), srbski poslovnež, * 25. avgust 1959, Vrbas, Jugoslavija, † 13. november 2024,
Kostić je ustanovitelj in lastnik raznolikega holdinga  MK Group, ki se osredotoča predvsem na kmetijsko dejavnost. Trenutno je drugi najbogatejši človek v Srbiji, s povprečno neto vrednostjo 520 milijonov evrov.